# Dragović
Dragović is een plaats in de gemeente Pakrac in de Kroatische provincie Požega-Slavonië. De plaats telt 65 inwoners (2001).